# 谢里莱罗祖瓦
谢里莱罗祖瓦（法語：Chéry-lès-Rozoy，法語發音：[ʃeʁi lɛ ʁozwa]，意为“罗祖瓦附近的谢里”）是法国上法蘭西大區埃纳省的一个市镇，属于拉昂区。

## 地理
谢里莱罗祖瓦（49°43'13"N, 4°5'28"E）面积4.73 平方千米，位于法国上法蘭西大區埃纳省，该省份为法国北部内陆省份，北起北部省，西接索姆省和瓦兹省，东临阿登省和马恩省，西南至塞纳-马恩省，东北部与比利时接壤。
与谢里莱罗祖瓦接壤的市镇（或旧市镇、城区）包括：阿尔雄、多利尼翁、塞尔河畔罗祖瓦、圣热讷维耶沃、苏瓦兹。

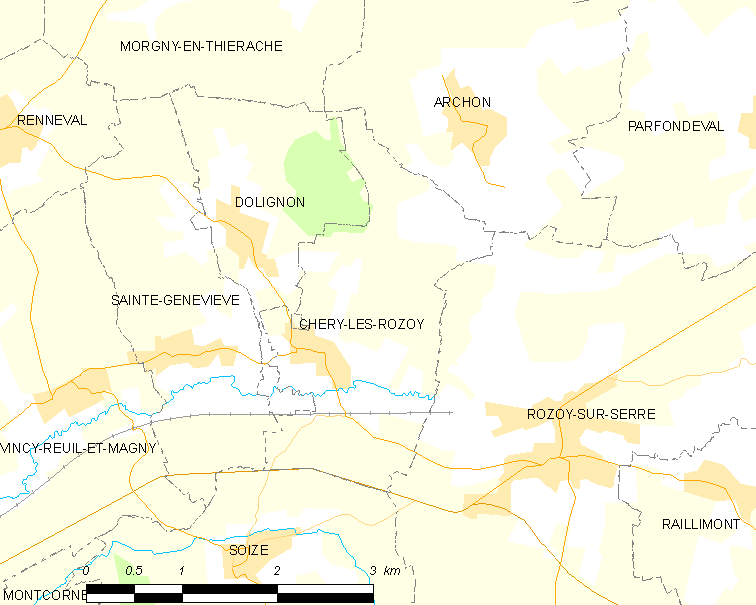
谢里莱罗祖瓦的OSM定位图

谢里莱罗祖瓦的时区为UTC+01:00、UTC+02:00（夏令时）。

## 行政
谢里莱罗祖瓦的邮政编码为02360，INSEE市镇编码为02181。

## 政治
谢里莱罗祖瓦所属的省级选区为韦尔万县。

## 人口

1962-2008年间谢里莱罗祖瓦人口变化图示

谢里莱罗祖瓦于2022年1月1日时的人口数量为97人。